# Agrypnia sahlbergi
Agrypnia sahlbergi is een schietmot uit de familie Phryganeidae. De soort komt voor in het Palearctisch en het Nearctisch gebied.